# Михалёво (ОКАТО 34208828029)
Не следует путать с деревней Михалёво, расположенной в том же сельском поселении Галичского района, но имеющей код ОКАТО 34208828030
Михалёво — деревня в Ореховском сельском поселении Галичского района Костромской области России.

## История
Согласно Спискам населенных мест Российской империи в 1872 году деревня относилась к 1 стану Галичского уезда Костромской губернии. В ней числилось 11 дворов, проживало 41 мужчина и 42 женщины. В деревне имелся маслобойный завод.
До муниципальной реформы 2010 года деревня также входила в состав Ореховского сельского поселения.

## Население
| 2008 | 2014 |
| ---- | ---- |
| 10   | ↗11  |